# Жан-П'єр Адамс
Жан-П'єр Адамс (фр. Jean-Pierre Adams; 10 березня 1948, Дакар, Французька Західна Африка — 6 вересня 2021, Нім, Франція) — французький футболіст сенегальського походження, центральний захисник.
З березня 1982 року перебував в комі після невдалої операції.

## Ранні роки
Народився та виріс у Дакарі (де проживав до 10 років). Після цього разом зі своєю бабусею, яка була відданою католичкою, покинув рідний Сенегал для паломництва до Монтаржі, в департаменті Луаре. По приїзду до Франції бабуся записала свого онука до католицької школи Сен-Луї де Монтаржі. Незабаром після прибуття до країни Жана-П'єра усиновила французька пара.
Під час навчання працював на місцевому виробництві гуми, паралельно з роботою почав грати у футбол у декількох місцевих клубах з регіону Луаре.

## Клубна кар'єра
Футбольну кар'єру розпочав 1967 року на позиції нападника в клубі «Ентенте БФН», з яким двічі ставав срібним призером аматорського чемпіонату Франції. У 1970 році підписав контракт з «Нім», продовжуючи виступати в Дивізіоні 1 протягом наступних дев'яти сезонів, також захищав кольори «Ніцци» та «Парі Сен-Жермена».
У сезоні 1971/72 років чотири голи Адамса у 38-ми матчах допомогли «Німу» продемонструвати найкращий в історії результат, посісти друге місце, а також виграти Кубок Альп. Окрім цього, допоміг «Ніцці» продемонструвати найкращий результат за попередні 9 років, у сезоні 1973/74 років клуб посів 5-те місце.
Після цього провів один сезон за «Мюлуз» у Дивізіоні 2, а в 1981 році завершив професіональну кар'єру й продовжив виступати на аматорському рівні за «Шалон».

## Кар'єра в збірній
15 червня 1972 року Адамс дебютував за національну збірну Франції в неофіційному товариському матчі проти Арікен XI, організованого Конфедерацією африканського футболу. Свій перший офіційний матч зіграв 13 жовтня, в рамках кваліфікації чемпіонату світу 1974 року допоміг французам з рахунком 1:0 перемогти збірну СРСР.
Востаннє футболку національної команди одягав 1 вересня 1976 року в товариському матчі проти Данії. У період з 1972 по 1976 роки провів двадцять два матчі за національну збірну Франції, де їх зв'язка з Маріусом Трезором отримала прізвисько «чорна гвардія» (фр. La garde noire).

## Особисте життя та травма
Адамс та його обраниця Бернадетт одружились у квітні 1969 року, мали двох синів Лорана (народився 1969 року) та Фредеріка (1976). Після травми розриву зв'язок госпіталізований для операції 17 березня 1982 року до лікарні Едуард Еріот у Ліоні. Після помилки анестезіолога почав страждати від бронхоспазму, через який мозок зазнав кисневого голодування й Жан-П'єр впав у кому.
У середині 1990-их років, коли суд розглянув справу, анестезіолог та стажер отримали одномісячні умовні терміни та штрафи у розмірі 815 доларів. Дружина продовжувала обслуговувати його потреби, відмовляючись розглядати питання евтаназії. Станом на 2021-ий рік, виповнилося 39 років з моменту потрапляння Адамса в кому.
У його честь названі стадіони в муніципалітетах Коркійруа (з 1987 року), Катійон-сюр-Самбр (з 1997 року), Даммарі-ле-Лі, зал гандбольного клубу «Тонвіль Мозель».

## Досягнення
«Ентенте БФН»
- Аматорський чемпіонат Франції
  -  Срібний призер (2): 1967/68, 1968/69[12]